# Українська Національно-революційна Партія
Українська Національно-революційна Партія, існувала в липні-серпні 1917 як фракція Української Партії Соціалістів-Революціонерів; лідер М. Любинський. Виступала проти згоди Центральної Ради з «Інструкцією» Тимчасового Уряду в Петрограді.